# Rob Dougan
Rob Dougan (Sydney, 1969), beter bekend als Rob D is een Australisch componist van elektronische muziek. Hij werd beroemd met het nummer 'Clubbed to Death', dat in de Matrix-trilogie voorkwam. Clubbed to Death staat op zijn debuutalbum 'Furious Angels' dat is uitgegeven in 2001.
- Biblioteca Nacional de España: XX1777055
- Bibliothèque nationale de France: cb144472443 (data)
- Gemeinsame Normdatei: 135298954
- International Standard Name Identifier: 0000 0000 7841 9128
- Library of Congress Control Number: n2004069219
- MusicBrainz: 42edf21b-2dda-4382-aa6b-49b6483bcf73
- Nationale Bibliotheek van Tsjechië: xx0102220
- Système universitaire de documentation: 160115051
- Virtual International Authority File: 8239150033010711180009